# Brushfield
Brushfield – osada i civil parish w Anglii, w Derbyshire, w dystrykcie Derbyshire Dales. W 2001 roku civil parish liczyła 13 mieszkańców.